# Салимати (Козенца)
Салимати је насеље у Италији у округу Козенца, региону Калабрија.
Према процени из 2011. у насељу је живело 106 становника. Насеље се налази на надморској висини од 257 м.